# Jan Smarzyński
Jan Nikodem Smarzyński herbu Łada (ur. 14 września 1873 w Ozorkowie, zm. 22 lutego 1925 w Łodzi) – ziemianin, działacz społeczny, radny miejski, fabrykant.

## Życiorys
Jan Smarzyński w 1884 zamieszkał w Łodzi, gdzie uczęszczał do Szkoły Przemysłowej. Od 1897 pracował u Franciszka Ramischa. W latach 1909–1915 prowadził własną fabrykę „Smarzyński i Dietrych”. Następnie podczas I wojny światowej działał obywatelsko. W 1917 został wybrany do Rady Miejskiej w Łodzi z ramienia Polskiego Komitetu Wyborczego. Pracował również w Wydziale Kwaterunkowym magistratu. W 1919 z Franciszkiem Miłobędzkim i Józefem Malewskim, założył Spółkę Akcyjną Przemysłu Włókienniczego „J. Smarzyński, F. Miłobędzki i J. Malewski”, w której był dyrektorem technicznym, członkiem zarządu oraz wiceprezesem.
Jan Smarzyński śpiewał w Towarzystwie Śpiewaczym „Lutnia”, a także był organizatorem, prezesem i członkiem honorowym Stowarzyszenia Majstrów Fabrycznych (późn. Związku Majstrów Fabrycznych Rzeczypospolitej Polskiej). Współtworzył XIV i VI Łódzkie Towarzystwa Pożyczkowo-Oszczędnościowe – w obu był prezesem. Ponadto był zastępcą prezesa Dyrekcji Towarzystwa Kredytowego Miejskiego w Łodzi, członkiem komisji rewizyjnej Komunalnej Kasy Oszczędności miasta Łodzi oraz Krajowego Związku Przemysłu Włókienniczego.

### Życie prywatne
Jan Smarzyński był synem Józefa Walentego Idziego Smarzyńskiego – urzędnika urzędu miasta Ozorkowa, a także Józefy Pelagii z domu Trojanowskiej. Dziadkiem Smarzyńskiego był Józef Smarzyński h. Łada – naczelnik powiatu łęczyckiego i łowickiego. Żoną Jana Smarzyńskiego byłą Maria Teofila. Smarzyński był katolikiem. Mieszkał przy ul. Zarzewskiej 62 (obecnie: ul. S. Przybyszewskiego).